# کنوانسیون سنکا فالز
کنوانسیون سنکا فالز (انگلیسی: Seneca Falls Convention) اولین اجلاس حقوق زنان بحساب می‌آید.
این اجلاس به عنوان یک گردهمایی برای بررسی وضعیت اجتماعی، مدنی، دینی و حقوقی زنان در سنکا فولز نیویورک تشکیل و در روزهای نوزدهم تا بیستم ماه ژوئیه سال ۱۸۴۸ برگزار شد. با برگزاری این اجلاس در نیویورک، دو هفته بعد در شهرهای دیگر آمریکا از جمله راچستر، نیویورک جلسه مشابهی برگزار شد. در سال ۱۸۵۰ سلسله گردهمایی‌های کنوانسیون ملی حقوق زنان برای بررسی حقوقشان در ووستر، ماساچوست نیز برگزار شد.
ریشه‌های این جنبش را می‌توان در طرفداری الغای برده داری در دهه ۱۸۳۰ نیز یافت. سرکرده این گروه الیزابت کیدی استانتن بود و سایرین عبارت بودنند از لوکرتیا مات، جین هانت و مری آن مک کلینتاک بودند. این چند نفر در پی فراخونی برای برگزاری همایش حقوق زنان بودند. موانع زیادی در پیش روی این افراد بود. بسیاری از نهادهای موجود به نحوی سازمان یافته بودند که زنان را زیر سلطه مردان نگه می‌داشتند. کلیسا یکی از نهادهای اجتماعی بود که از جایگاه زن ممانعت می‌کرد. نهاد آموزش و پرورش نیز بر ضد آنان عمل می‌کرد؛ درهای دانشگاه به روی آنان بسته بود. روزنامه‌ها هم غالباً هر تلاشی را از جانب زنان برای بهبود پایگاه اجتماعی شان تقبیح می‌کردند. با وجود این همه موانع، همایش حقوق زنان در نوزدهم و بیستم ژوئیه ۱۸۴۸، در کلیسای جامع متدیست واقع در سنکا فالز در نیویورک با حضور بیش از سیصد نفر برگزار شد. در رونوشتی که از صورت جلسه آن موجود است، هدف از برگزاری این همایش، که فراخوان آن را زنان دهکده سنکا، در ایالت نیویورک، اعلام کردند، تبادل نظر دربارهٔ شرایط اجتماعی، مدنی و دینی ذکره شده‌است.

## زنان کوئیکرها یا جمعیت دوستان دینی
زنان کوئیکرها یا جمعیت دوستان دینی، با الیزابت کدی استانتون که عضو این جمعیت نبود دیدار داشتند. آن‌ها این دیدار را در زمانی ترتیب دادند که لوکرشیا مات یکی از اعضای جمعیت دوستان دینی زن، سخنران مشهوری که قرار بود از منطقه دیدار کند. در آن زمان زنان مجاز نبودند که در جلسات علنی سخنرانی کنند. گردهمایی‌های جمعیت دوستان دینی شامل شش جلسه سخنرانی بود. در یکی از جلسات در مورد قانون صحبت شد و در جلسات دیگر در مورد نقش زنان در جامعه بحث شد. استانتون و دیگر اعضای جمعیت دو سند را در این جلسات ارائه دادند. یکی اعلامیه احساسات و دیگری لیست بیانیه‌هایی که قرار بود مورد بحث و گفتگو قرار گیرد و سپس امضا شود. یک بحث داغ مربوط به حق رأی زنان بود. بسیاری از اعضا با این بحث مخالفت داشتند ولی فردریک داگلاس که تنها عضو آفریقایی آمریکایی کنوانسیون بود قاطعانه از آن دفاع کرد که در نتیجه این بحث باقی نگاه داشته شد. دقیقاً ۱۰۰ تن از ۳۰۰ عضو کنوانسیون که اغلب زنان بودند سند را امضا کردند.

## اهمیت کنوانسیون

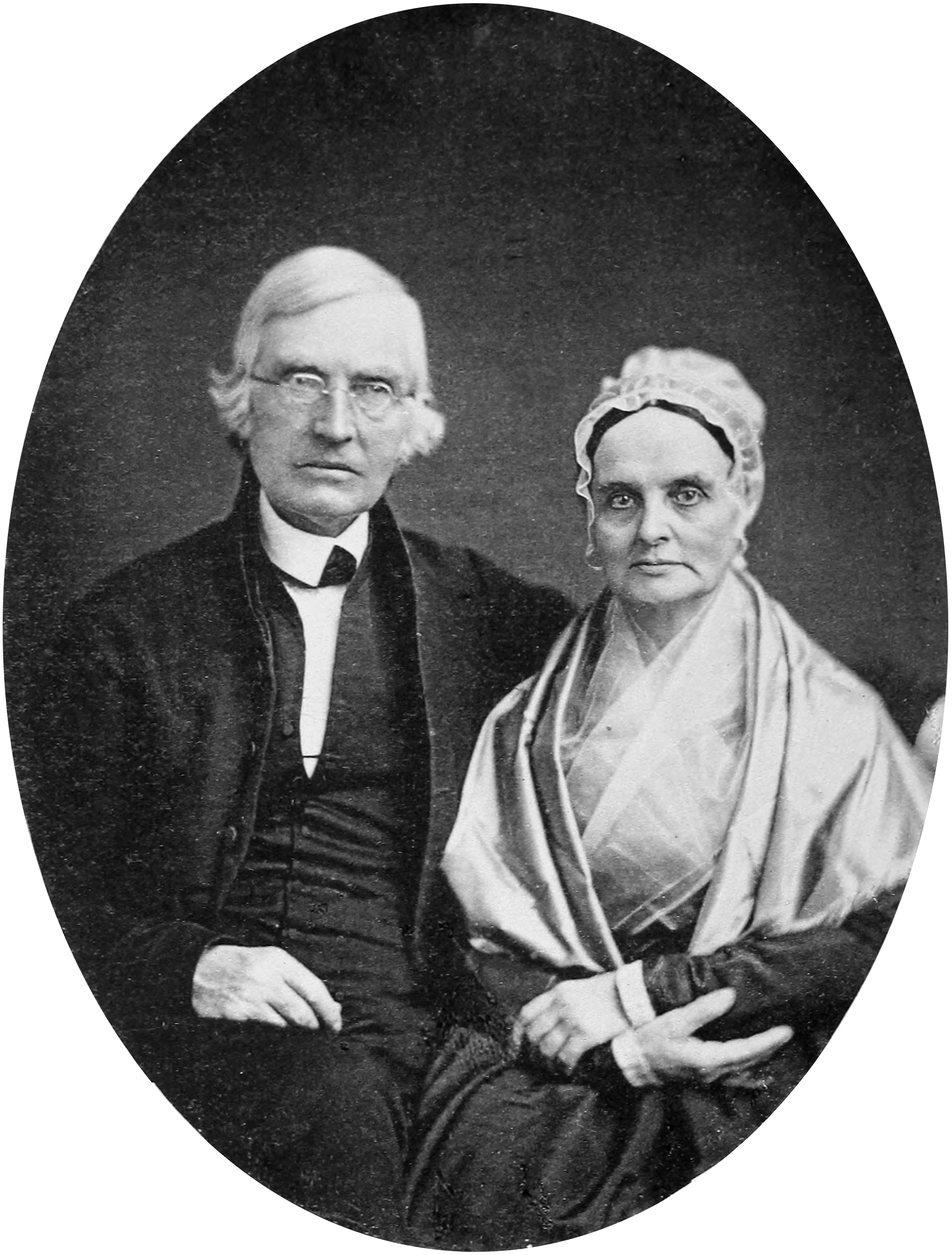
جیمز و لوکرشیا مات

این کنوانسیون توسط برخی از شخصیت‌های معاصر، از جمله سخنران برجسته لوکرشیا مات، به عنوان یک گام مهم در تلاش مداوم زنان برای به دست آوردن نسبت بیشتری از حقوق اجتماعی، مدنی و اخلاقی، دیده می‌شد، در حالی که این دیدگاه توسط دیگران به عنوان یک آغاز انقلابی در مبارزه زنان برای تساوی کامل با مردان بحساب می‌آمد. کدی استانتون کنوانسیون سنکا فالز را شروع جنبش حقوق زنان می‌دانست. ایده ای که انعکاس تاریخچه حق رای زنان بود و او دربارهٔ آن مطالبی را نوشته بود.
به گفته جودیت ولمن تاریخدان عضو کنوانسیون، بیانیه احساسات کنوانسیون سنکا فولز به تنها منبع مهم انتشار اخبار جنبش حقوق زنان در آمریکا تبدیل شد.
در زمان کنوانسیون حقوق زنان در سال ۱۸۵۱، موضوع حق رأی زنان به چتر اصلی جنبش حقوق زنان در ایالات متحده تبدیل شد. این کنوانسیون‌ها تا شروع جنگ‌های داخلی آمریکا در سال ۱۸۶۱ سالانه برگزار می‌شد.

## جستارهای وابسته

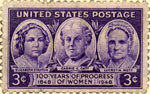
تمبر پستی ایالات متحده در یادبود کنوانسیون سینکا فالز با عنوان "۱۰۰ سال پیشرفت زنان: ۱۸۴۸–۱۹۴۸" (الیزابت کدی استانتون در سمت چپ، کری چپمن کت در وسط، لوکرشیا مات در سمت راست)